# يان هودسون
يان هودسون (24 فبراير 1960 ببورت إليزابيث في جنوب أفريقيا - ) (بالإنجليزية: Ian Hodgson)‏ هو لاعب كريكت جنوب أفريقي. لعب مع British Universities cricket team ‏ وBuckinghamshire County Cricket Club ‏ ونادي جامعة كامبريدج للكريكيت ‏.

## وصلات خارجية
- يان هودسون على موقع إي آس بي آن كريك إنفو (الإنجليزية)